# Ameletus parvus
Ameletus parvus is een haft uit de familie Ameletidae. De wetenschappelijke naam van de soort is voor het eerst geldig gepubliceerd in 1979 door Kluge.
De soort komt voor in het Palearctisch gebied.